# Bharathipura, Krishnarajpet
Bharathipura là một làng thuộc tehsil Krishnarajpet, huyện Mandya, bang Karnataka, Ấn Độ.